# Tout beau tout n9uf
Tout beau, tout n9uf ou Tout beau, tout neuf (abrégé TBT9) est une émission de télévision française de type talk-show, présentée par Cyril Hanouna et diffusée depuis le 1er septembre 2025 sur W9.

## Concept
L’émission reprend le principe du divertissement et du débat sur l’actualité populaire, dans la continuité de Touche pas à mon poste !, mais avec une formule renouvelée et un décor agrandi.
L’émission est diffusée quotidiennement du lundi au vendredi à partir de 18 h 45, pour une durée de près de trois heures.

## Production
L’émission est produite par H2O Production et enregistrée dans les studios de la Plaine Saint-Denis. Le plateau a été repensé et agrandi par rapport à TPMP, et la formule promet d’éviter les polémiques politiques au profit d’un ton plus convivial et familial.

## Chroniqueurs
Parmi les chroniqueurs annoncés figurent Raymond Aabou, Géraldine Maillet, Gilles Verdez, Valérie Bénaïm, ainsi que de nouvelles recrues comme Jérôme Anthony.

## Diffusion
En France, l’émission est proposée sur W9 et en replay sur la plateforme M6+. En Belgique, elle est retransmise avec plusieurs minutes de décalage sur RTL Plug.